# Premier League (Uganda)
La Uganda Premier League, nota fino al 2014 come Uganda Super League, è la massima divisione del campionato ugandese di calcio, istituita nel 1968.

## Albo d'oro
- 1968:  Maroons
- 1969:  Maroons
- 1970:  Coffee Utd
- 1971:  Simba FC
- 1974:  Express
- 1975:  Express
- 1976:  Kampala City
- 1977:  Kampala City
- 1978:  Simba FC
- 1979:  UCB
- 1980:  Nile Breweries
- 1981:  Kampala City
- 1982:  Villa
- 1983:  Kampala City
- 1984:  Villa
- 1985:  Kampala City
- 1986:  Villa
- 1987:  Villa
- 1988:  Villa
- 1989:  Villa
- 1990:  Villa
- 1991:  Kampala City[1]
- 1992:  Villa
- 1993:  Express
- 1994:  Villa
- 1995:  Express
- 1996:  Express
- 1997:  Kampala City
- 1998:  Villa
- 1999:  Villa
- 2000:  Villa
- 2001:  Villa
- 2002:  Villa
- 2003:  Villa
- 2004:  Villa
- 2005:  Police
- 2006:  U.R.A.
- 2007:  U.R.A.
- 2008:  Kampala City
- 2009:  U.R.A.
- 2010:  Vipers
- 2011:  U.R.A.
- 2012:  Express
- 2012-2013:  Kampala City
- 2013-2014:  Kampala City
- 2014-2015:  Vipers
- 2015-2016:  Kampala City
- 2016-2017:  Kampala City
- 2017-2018:  Vipers
- 2018-2019:  Kampala City
- 2019-2020:  Vipers
- 2020-2021:  Express
- 2021-2022:  Vipers
- 2022-2023:  Vipers
- 2023-2024:  Villa
- 2024-2025:  Vipers

## Statistiche

### Vittorie per squadra
| Squadra                | Città   | Vittorie | Anni                                                                                                 |
| ---------------------- | ------- | -------- | --- |
| Villa (Nakivubo Villa) | Kampala | 17       | 1982, 1984, 1986, 1987, 1988, 1989, 1990, 1992, 1994, 1998, 1999, 2000, 2001, 2002, 2003, 2004, 2024 |
| Kampala City           | Kampala | 13       | 1976, 1977, 1981, 1983, 1985, 1991, 1997, 2008, 2013, 2014, 2016, 2017, 2019                         |
| Express                | Kampala | 7        | 1974, 1975, 1993, 1995, 1996, 2012, 2021                                                             |
| Vipers ( Bunamwaya)    | Wakiso  | 7        | 2010, 2015, 2018, 2020, 2022, 2023, 2025                                                             |
| U.R.A.                 | Kampala | 4        | 2006, 2007, 2009, 2011                                                                               |
| Maroons                | Kampala | 2        | 1968, 1969                                                                                           |
| Simba FC               | Lugazi  | 2        | 1971, 1978                                                                                           |
| Coffee Utd             | Kakira  | 1        | 1970                                                                                                 |
| Police                 | Jinja   | 1        | 2005                                                                                                 |
| UCB                    | Kampala | 1        | 1979                                                                                                 |
| Nile Breweries         | Jinja   | 1        | 1980                                                                                                 |